# 15 janvier 1991
Le mardi 15 janvier 1991 est le 15e jour de l'année 1991.

## Naissances
- Adeline Gray, lutteuse américaine
- Ahmad Wais, coureur cycliste syrien
- Aisea Koliavu, joueur fidjien de rugby à XV
- Alexander Lagerström, joueur professionnel suédois de hockey sur glace
- Daniel Jaramillo, coureur cycliste colombien
- Danny Hoesen, footballeur néerlandais
- Darya Klishina, athlète russe
- Emily Young, fondeuse et biathlète handisport canadienne
- Fellipe Bertoldo, joueur de football brésilien
- Heba El Torky, joueuse de squash égyptienne
- Janvier Hadi, coureur cycliste rwandais
- Karl Vitulin, joueur de football français
- Kevin Malget, joueur de football luxembourgeois
- Killian Mottet, joueur professionnel suisse de hockey sur glace
- Kirill Polozov, joueur professionnel russe de hockey sur glace
- Loïc Nego, footballeur français
- Luix Roussarie, joueur de rugby à XV français
- Marc Bartra, joueur de football espagnol
- Marcelo Chierighini, nageur brésilien
- Matt Duffy, joueur d'arrêt-court et de deuxième but des Giants de San Francisco de la Ligue majeure de baseball
- Matthias Legley, coureur cycliste belge
- Merindah Dingjan, nageuse australienne
- Michael McDonald, pratiquant professionnel de MMA américain
- Mitch Garver, joueur américain de baseball
- Nicolò Rocchi, coureur cycliste italien
- Nicolai Jørgensen, footballeur danois
- Nidhal Saïed, joueur tunisien de football
- Sander Gillé, joueur de tennis belge
- Seaun Eddy, joueur de basket-ball japonais

## Décès
- Ángel D'Agostino (né le 25 mai 1900), pianiste, chanteur, chef d'orchestre et compositeur de tango en Argentine
- Bob Stirling (né le 4 septembre 1919), joueur anglais de rugby à XV
- Dominique-Antoine Laurelli (né le 2 décembre 1900), personnalité politique française
- Pierre Montané (né le 1er décembre 1919), boxeur

## Événements
- Guerre du Golfe : 
  - À minuit tombe l'ultimatum posé à l'Irak par la résolution 678 votée le 29 novembre dernier par le Conseil de sécurité de l'ONU. Les membres des Nations unies sont maintenant habilités à contraindre par la force les troupes irakiennes à évacuer le Koweït occupé.
  - À 1 heure du matin, la France dépose un ultime plan de paix devant le Conseil de sécurité de l'ONU, reprenant en six points la trame du discours que le président français François Mitterrand avait fait devant l'Assemblée générale des Nations unies, le 24 septembre dernier. Les responsables américains le renvoient à plus tard sans discussion.
  - À Moscou, le conseiller spécial pour le Proche-Orient de Mikhaïl Gorbatchev, Ievgueni Primakov estime que : « Si Saddam est sûr qu'il n'a le choix qu'entre mourir et se mettre à genoux pour mourir plus tard, il préfèrera la guerre, où tout le monde perdra. »
- Découverte des astéroïdes (10774) Eisenach, (10775) Leipzig, (16522) Tell, (29197) Gleim, (30836) Schnittke, (30837) Steinheil, (55749) Eulenspiegel, (6320) Bremen, (6396) Schleswig, (7873) Böll, (9336) Altenburg et (9854) Karlheinz
- Création de Parti de l'union socialiste en Turquie
- Sortie de l'album Step in the Arena du groupe Gang Starr